# Henri Delacroix
Henri Delacroix, född 2 december 1873, död 3 december 1937, var en fransk psykolog.
Delacroix var professor vid Sorbonne. Han hävdade gentemot tendensen att upplösa psykologin i sociologi den ursprungliga autonomin och skaparkraften i medvetandet. Delacroix sysslade med förkärlek med frågor rörande den mytiska intuitionen och tron samt med språkets psykologi. Därifrån kom han över till att studera den estetiska intuitionen och det konstnärliga uttrycket. Bland hans verk märks Essai sur le mysticime spéculatif en Allemange (1900), Étude d'histoire et de psychologie du mysticisme; les grande mystiques chrétiens (1908), La religion et la foi (1922), Le language et la pensée (1924), samt Psychologie de l'art; essai sur l'activité artistique (1927).